# Chasminodes sugii
Chasminodes sugii är en fjärilsart som beskrevs av Vladimir S. Kononenko 1981. Chasminodes sugii ingår i släktet Chasminodes och familjen nattflyn. Inga underarter finns listade i Catalogue of Life.